# Alina Kabajeva
Alina Kabajeva (ruski: Али́на Мара́товна Каба́ева, tatarski: Älinä Marat qızı Qabayeva, Әлинә Марат кызы Кабаева, rođena 12. svibnja 1983.) umirovljena ritmička gimnastičarka i političarka. Od 2007. godine članica je ruskog parlamenta Dume kao članice stranke Jedinstvena Rusija.
Kabajeva je druga najuspješnija ruska ritmička gimnastičarka u povijesti, poslije Jevgenije Kanajeva, te je također jedan od najvažnijih u povijesti ritmičke gimnastike s dvjema olimpijskim, 14 svjetskih i 25 europskih medalja.

## Natjecanja

### Olimpijske igre
Alina je na Olimpijskim igrama osvojila dvije medalje zlato u Ateni 2004. te broncu u Sydneju 2000. godine obje medalje su osvojene u disciplini višeboj.

### Svjetska prvenstva
Na Svjetskim prvenstvima osvojila je ukupno 14 medalja od toga devet zlata, tri srebra i dvije bronce. Na prvenstvu 2001. u Madridu osvojila je tri zlata, dva srebra i jednu broncu sve medalje su joj oduzete jer je bila pozitivna na diuretike.

### Europska prvenstva
Na Europskim prvenstvima osvojila je čak 25 medalja 15 zlata, tri srebra i tri bronce.

## Vanjske poveznice
- Službena stranica (rus.)